# Utvandrarnas väg

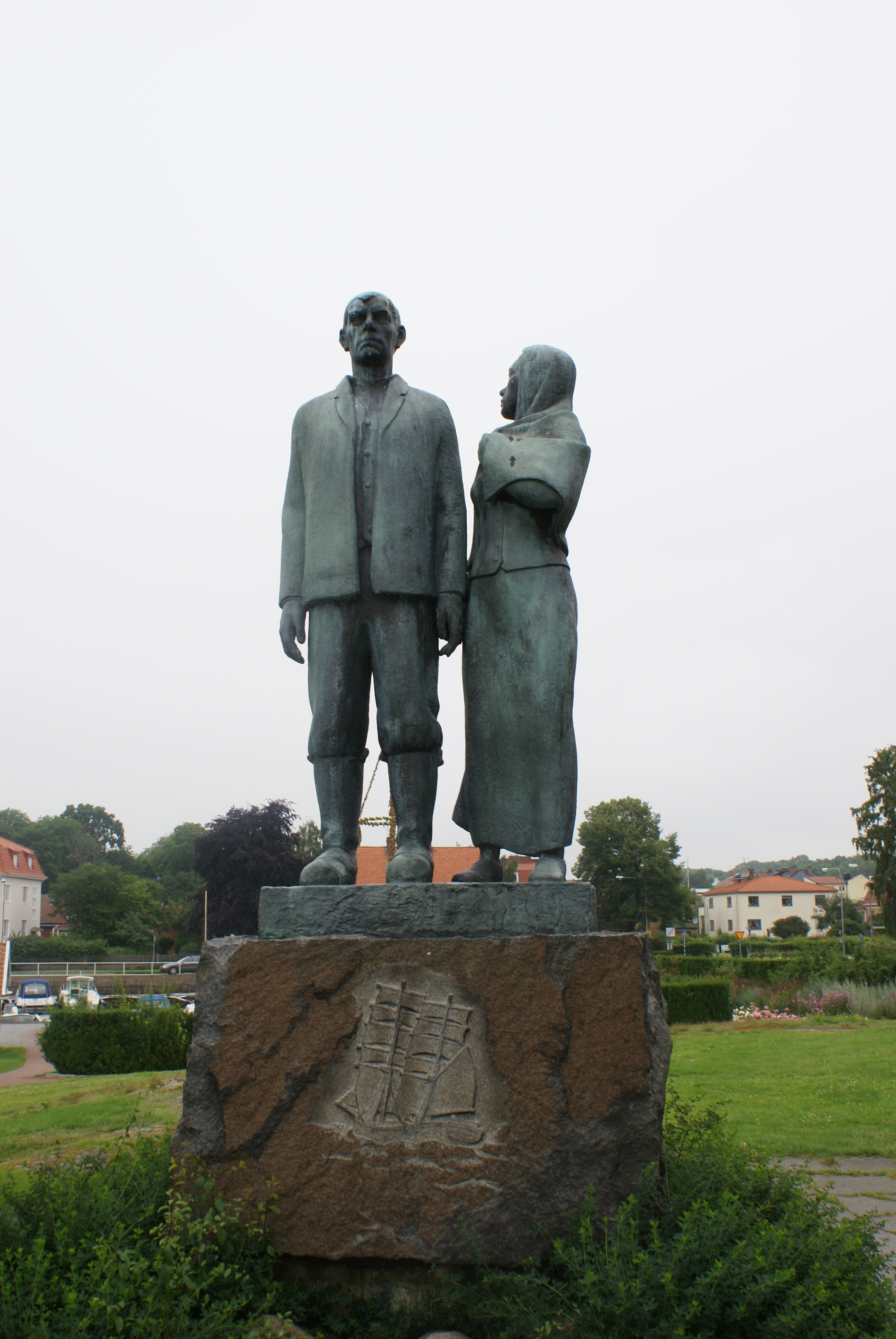
Auswandererdenkmal in Karlshamn

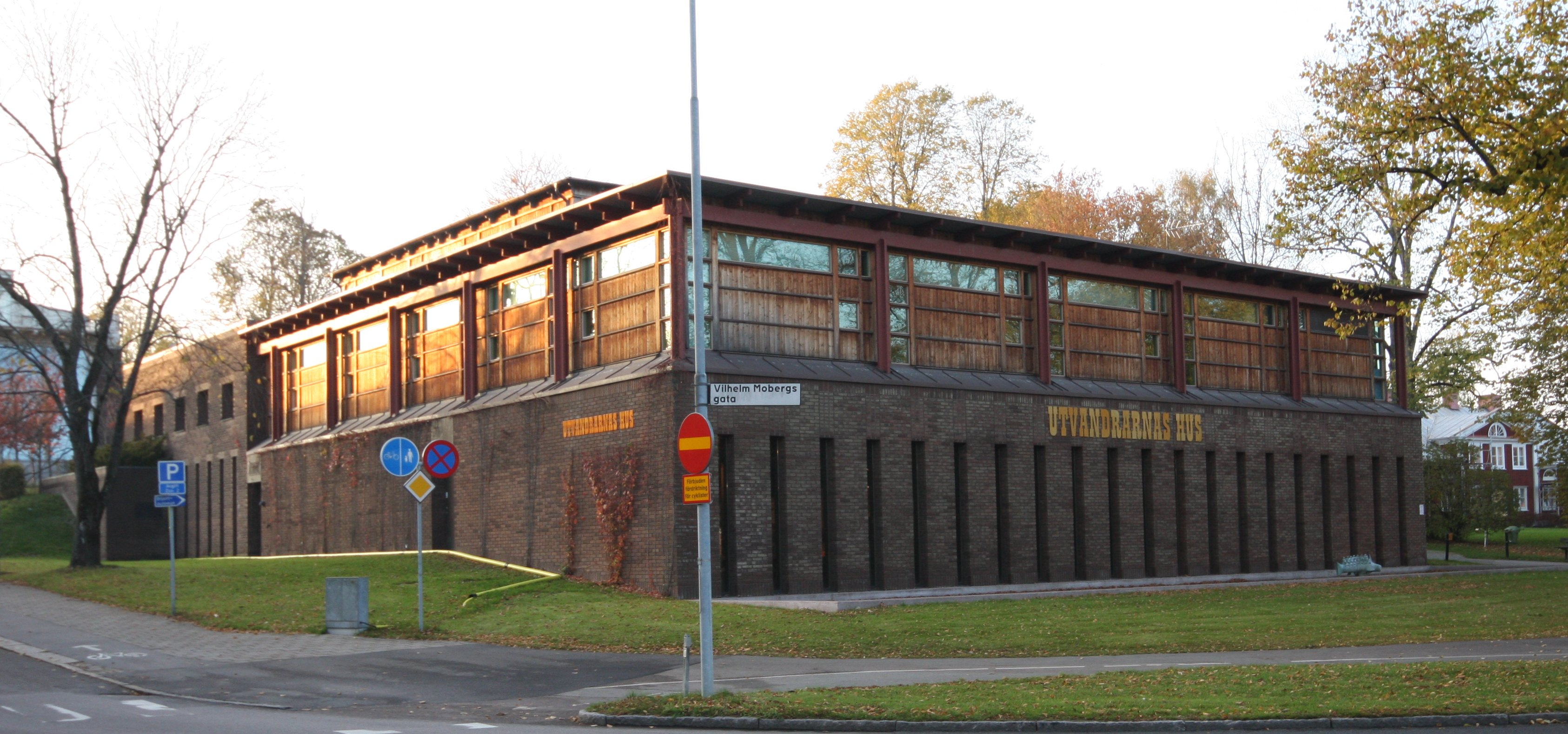
Utvandrarnas Hus in Växjö

Utvandrarnas väg (deutsch: Auswandererstraße) ist der Name einer touristischen Route im südlichen Schweden, die an die Massenauswanderung im 19. Jahrhundert erinnert. Mehr als eine Million Menschen wanderten zwischen 1840 und 1930 aus Schweden aus, Ziel waren vor allem die Vereinigten Staaten.
Der Weg führt durch die Provinzen Kalmar län, Kronobergs län und Blekinge län. Er beginnt in Eriksmåla (Gemeinde Emmaboda) und führt über Emmaboda, Langasjö, Eringsboda, Hallabro, Backaryd, Bräkne-Hoby und Hallaryd nach Karlshamn. Von Karlshamn aus begaben sich die Auswanderer per Schiff auf die Reise nach Amerika.
Alternativ zur Straße existiert ein Rad- und Wanderweg, der leicht von der Route abweicht.
In Karlshamn steht ein an die Auswanderungswelle erinnerndes Denkmal, in Växjö erinnert zudem das Utvandrarnas Hus in der nach dem die Emigration in Romanen behandelnden Vilhelm Moberg benannten Straße an die Zeit der Emigration.